# 威風堂々 (行進曲)
『威風堂々』（いふうどうどう、英語: Pomp and Circumstance）作品39は、イギリスの作曲家エドワード・エルガーが作曲した管弦楽のための行進曲集。エルガーが完成させたのは5曲であるが、21世紀初頭に未完の第6番が補筆完成されて新たに加えられた。

## 行進曲集の概要
エルガーが生前に作曲、出版した5曲のうち、第1番から第4番は1901年から1907年にかけて作曲され、第5番は晩年の1930年に作曲された。遺稿から見つかった第6番は未完成であり、アンソニー・ペインによって補筆・完成されたもので知られている。
原題 "'Pomp and Circumstance" は、シェイクスピアの戯曲『オセロ』第3幕第3場の台詞
"Pride, pomp and circumstance of glorious war"
「名誉の戦争には付物の［……］誉れも、飾りも、立派さも」（坪内逍遥訳）
から取られている。pomp とは「壮麗、華麗」、circumstance とは「儀式張った、物々しい」といった意味合いであり、『威風堂々』という題名は名訳ではあるものの相当意訳されている。なお『沙翁全集』第四巻『オセロ』（戸澤正保, 淺野和三郎訳、大日本図書、明治39年）の該当箇所周辺は「錦の御旗や何やかや、威武堂々の軍装束」との訳が見受けられる。
日本では、エルガーの楽曲を指して単に『威風堂々』と言う場合、第1番あるいはその中間部の旋律を指すことが多い。しかし、このタイトルは行進曲集全体に与えられた題名であって、この旋律自体に付けられたものではない。したがって、第1番の中間部をして『威風堂々』と呼ぶことは誤用に近いものがある。イギリスではこの旋律はもっぱら『希望と栄光の国』 （Land of Hope and Glory ）と呼ばれている。BBCプロムスなどで第1番に合唱を付けて演奏されるときも『希望と栄光の国』として扱われる。
『希望と栄光の国』は「イギリス第2の国歌」、「イギリス愛国歌」と称されるほど愛されている曲である（詳細は後述）。

## 時間
- 第1番：約6分半
- 第2番：約5分
- 第3番：約5分
- 第4番：約5分
- 第5番：約5分
- 第6番：約8分[要出典]

## 楽曲解説

### 第1番
Allegro, con molto fuoco – Trio. Largamente – Molto maestoso、ニ長調。1901年に作曲され、同年の10月19日にリヴァプールにてアルフレッド・ロードウォルドの指揮で初演された。エルガーの友人でもあったロードウォルドと、リヴァプールの管弦楽団に捧げられた。全6曲中、最も広く知られた楽曲である。
初演から3日後の1901年10月22日、ロンドンのクイーンズ・ホール（Queen's Hall）での演奏会では、聴衆が2度にわたるアンコールを求めたことが逸話として伝えられている。
エドワード7世からの「歌詞をつけてほしい」という要望に従い、翌年に国王のための『戴冠式頌歌』（Coronation Ode）を作曲、終曲「希望と栄光の国」（Land of Hope and Glory）にこの行進曲の中間部の旋律を用いた。
この曲は三部形式をとり、序奏の部分に独創的な一捻りがあり、主調であるニ長調に対して変ホ長調で開始され、一段落の後、主調（ニ長調）になり、主部のテーマが弦楽器を中心に演奏され、躍動的な第1主題、第2主題が続く。やがて、テンポがPoco allargando（だんだん遅くしながらだんだん強く）で次第に弛められた後、有名なトリオの旋律が主調の下属調（ト長調）で登場する。やがて、再現部に入り、主題が回帰し第1主題、第2主題が続いた後、トリオの旋律が再現部では主調のまま（ニ長調）で再現され、曲の最後に主部の第1主題が登場して幕を閉じる。
楽器編成
ピッコロ2（第2は任意）、フルート2、オーボエ2、クラリネット2、バス・クラリネット、ファゴット2、コントラファゴット、ホルン4、トランペット2、コルネット2、トロンボーン3、チューバ、ティンパニ、スネアドラム、バスドラム、シンバル、トライアングル、グロッケンシュピール、スレイベル、ハープ2、オルガン、弦五部

### 第2番
Allegro molto、イ短調。第1番と同じ時期に作曲され、同じコンサートにて初演された。友人のグランヴィル・バントックに献呈されている。
楽器編成
ピッコロ、フルート2、オーボエ2、クラリネット2、バス・クラリネット、ファゴット2、コントラファゴット、ホルン4、トランペット2、コルネット2、トロンボーン3、チューバ、ティンパニ、スネアドラム2（第2は任意）、バスドラム、シンバル、トライアングル、スレイベル、グロッケンシュピール、弦五部

### 第3番
Con fuoco – Vivace – Cantabile – Grandioso – Animato、ハ短調。1905年に作曲され、同年3月8日、ロンドンのクイーンズホールにて、エルガー自身の指揮により初演された。友人のアイヴァー・アトキンズに献呈されている。
楽器編成
ピッコロ、フルート2、オーボエ2、コーラングレ、クラリネット2、バス・クラリネット、ファゴット3、コントラファゴット、ホルン4、トランペット2、コルネット2、トロンボーン3、チューバ、ティンパニ、スネアドラム、テナードラム、バスドラム、シンバル、弦五部

### 第4番
Allegro marziale – Nobilmente – Grandioso、ト長調。1907年に作曲され、8月24日、ロンドンのクイーンズホールにて、エルガー自身の指揮により初演された。ヘレフォード出身の友人G・ロバートソン・シンクレアに献呈されている。
楽器編成
フルート3（ピッコロ1持ち替え）、オーボエ2、コーラングレ、クラリネット2、バス・クラリネット、ファゴット2、コントラファゴット、ホルン4、トランペット3、トロンボーン3、チューバ、ティンパニ、スネアドラム、バスドラム、シンバル、ハープ2、弦五部

### 第5番
Vivace、ハ長調。1930年9月18日、ロンドンのキングズウェイホール（Kingsway Hall）にて、エルガーの指揮でロンドン交響楽団が初演。ヘレフォード出身の友人パーシー・ハルに献呈されている。
楽器編成
ピッコロ、フルート2、オーボエ2、コーラングレ、クラリネット2、バス・クラリネット、ファゴット2、コントラファゴット、ホルン4、トランペット3、トロンボーン3、チューバ、ティンパニ、スネアドラム、バスドラム、シンバル、弦五部

### 第6番（遺作?）
Alla marcia - Vivace - Poco meno mosso - Con spirito - Giocoso - Largamente - Grandioso - Vivace、ト短調。1934年の作曲者の死後、スケッチのみの状態で見つかった未完の作品で、アンソニー・ペイン（交響曲第3番も補筆した）による補筆版がある。補筆は1996年に大英図書館で発見された主要主題を含む草稿と、大英図書館所蔵の手稿譜を元に、2005年から2006年にかけて行われた。
この補筆版の初演は2006年8月2日、第26回BBCプロムスで、アンドルー・デイヴィス指揮のBBC交響楽団によって演奏された。また日本初演は2007年7月8日、第93回東京芸術劇場シリーズで、大友直人指揮の東京交響楽団によって採り上げられた。
楽器編成
ピッコロ、フルート2、オーボエ2、コーラングレ、クラリネット2、バス・クラリネット、ホルン4、トランペット3、トロンボーン3、テューバ、ティンパニ、スネアドラム、バスドラム、シンバル、スレイベル、グロッケンシュピール、弦五部

## 第1番中間部について

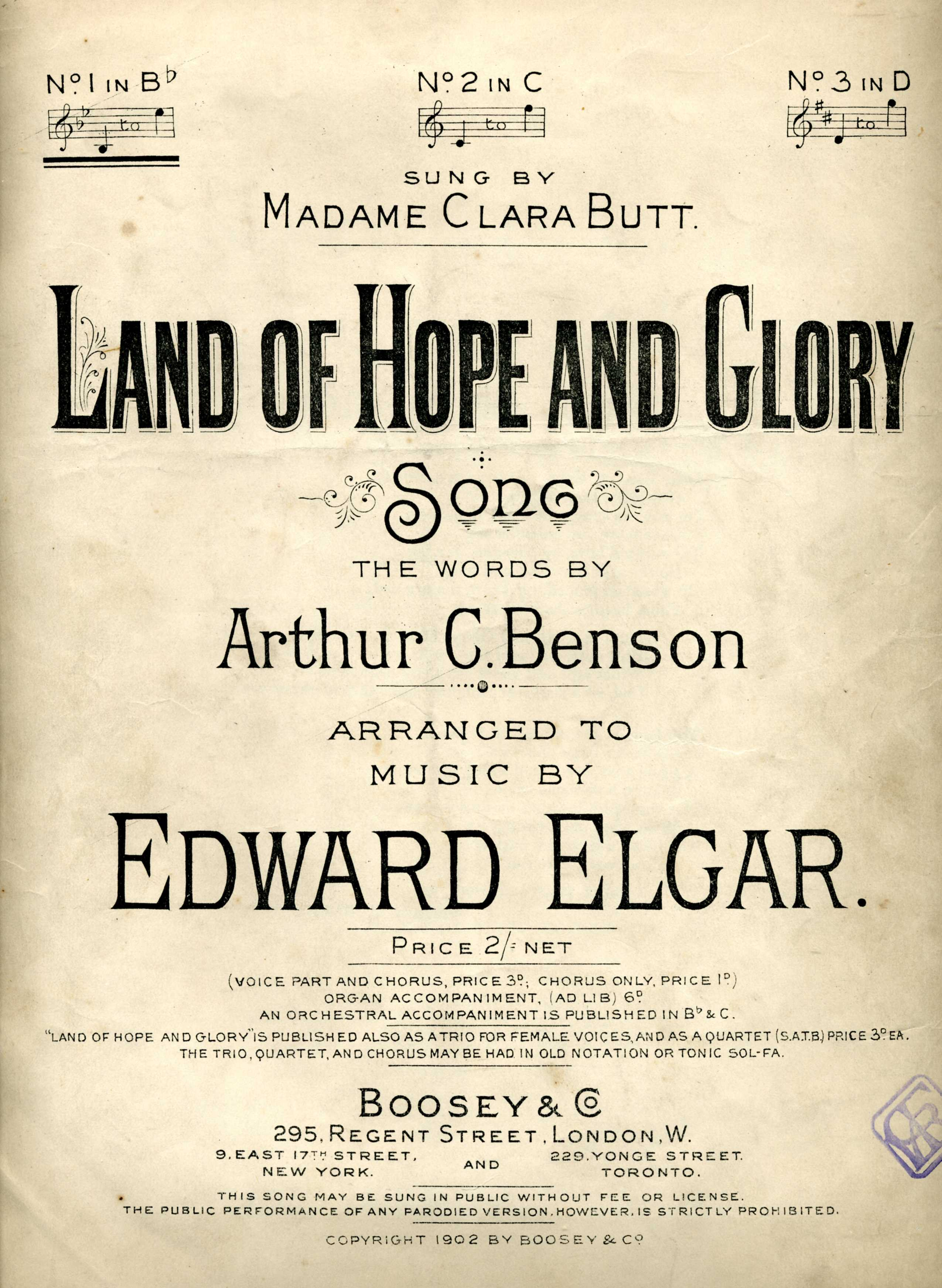

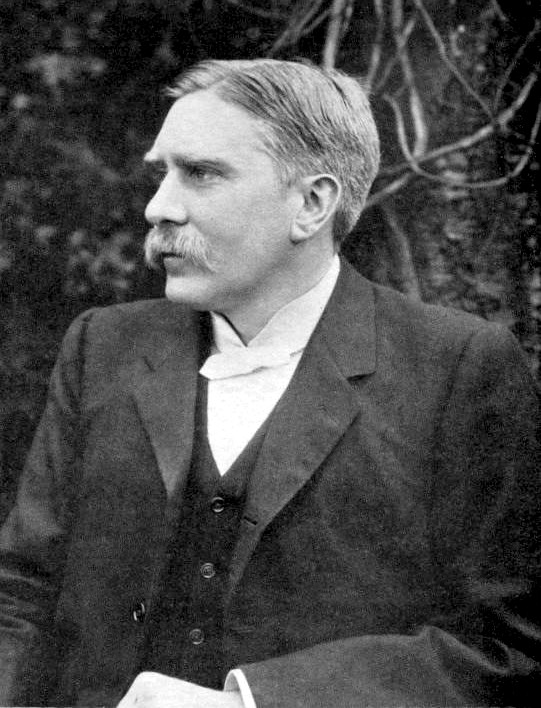
アーサー・クリストファー・ベンソン(Arthur Christopher Benson)

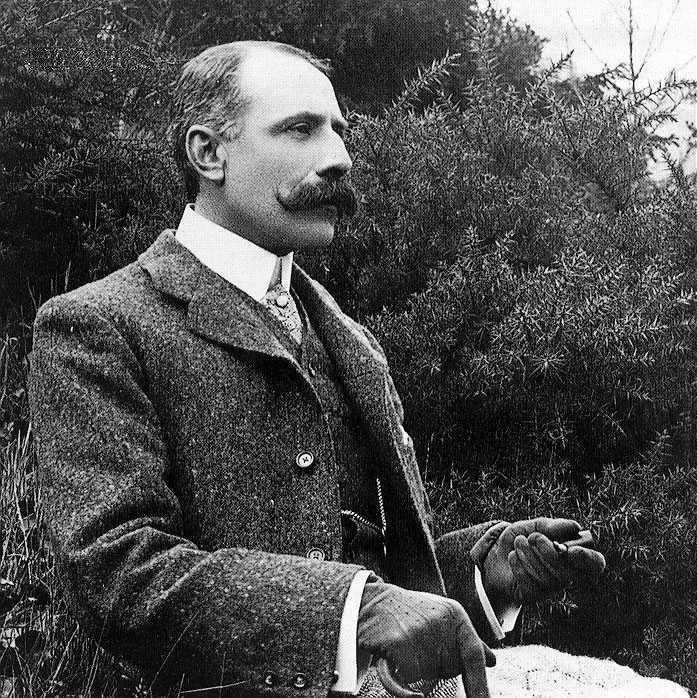
エドワード・エルガー

第1番を聴いた当時の王太子アルバート・エドワード（のちのエドワード7世）は、中間部を「歌詞を付けたら偉大な曲になるだろう」と、歌詞をつけるべきことをエルガーに示唆した。エルガーはこの提案を受けて、1902年のエドワード7世の戴冠式のための『戴冠式頌歌』の終結部「希望と栄光の国」にこの中間部の旋律を用いた（導入部「王が戴冠したまわんことを」（"Crown the King"）の最後にも使用している）。歌詞はイギリスの詩人アーサー・クリストファー・ベンソンによる。エドワード7世の虫垂炎により戴冠式が延期されたため、『戴冠式頌歌』の楽譜の刊行と初演が戴冠式の挙行と前後した。楽譜刊行時に世間の好評を得た終結部を版元が独立した曲にするようエルガーに提案し、エルガーが別の曲として書き直し、ベンソンに新たに歌詞をつけさせたものが『希望と栄光の国』である。
現在のイギリスにおいては、国威発揚的な愛国歌かつ第2国歌的な扱いを受け、BBCプロムスなどにおける演奏がBBCで放映される際には、歌曲の最初の部分においてエリザベス2世女王の映像が必ず流されることとなっている。また、『女王陛下万歳』は連合王国国歌として、それとは別のイングランドの独自の国歌の必要性が議論されるとき、イングランド国歌の候補にパリーの『エルサレム』などともに必ず挙げられる曲である。

## 第1番中間部の使用例等
第1番の中間部は非常に有名であり、オーケストラのコンサートを離れて、イギリスにおいてもさまざまな場面で演奏されたり、多様な編曲がなされている。演奏時に歌詞をつけるときは、「希望と栄光の国」のうち2番が歌われるケースがほとんどである。また、サッカーの応援に歌われるケースもこれに倣っている。
そもそも「大英帝国を称える歌」であるにも拘らず、何もわからずにイギリス連邦と全く関係ない他国の広告どころか、他国の政党の広告や軍隊の演奏にすら使用されるケースもある。

### イギリス国内
- 『戴冠式頌歌』の『希望と栄光の国』の部分はエドワード7世からエリザベス2世（エリザベス2世のときは歌詞の中の"king"は"queen"に変更された）まで挙行された戴冠式すべてで演奏された。またジョージ5世在位35年記念祭でも演奏された。
- イギリス保守党党大会の最終日の党員の退場のBGM（エルガーの遺志により、他党での使用は認められない）。
- サッカーイングランド代表のサポーターが試合の合間に応援のために歌う。
- ベイ・シティ・ローラーズ：コンサートの開演時にメンバー登場のBGMとして使用。
- 映画では「ブラス!」のラストシーンなどの例がある。
- 空飛ぶモンティ・パイソンの第2シリーズ最終話のオープニング曲としても使われた。
- レインボーのコンサートでは、開演の直前にこの曲がBGMとして流れる。この曲に続けて映画「オズの魔法使」のドロシー・ゲイルのセリフが流れ、開演になる。

### アメリカ合衆国
元イギリスの植民地であったアメリカでは、学校の卒業式で「卒業生入場」の際にBGMとして使用されている。1905年にエルガーがイェール大学の音楽博士号を授与されて以来、同大学の卒業式で使用されたのが広まった。在校生の吹奏楽部員（小学校ではリコーダー合奏）によって生演奏が行なわれることが多い。

### 日本
- 音楽の教科書（教育芸術社刊 小学校5年生用など）に、鑑賞曲・器楽合奏曲として収録されている。
- 来て来てあたしンち - アニメ『あたしンち』のエンディングテーマ。サビのメロディが第1番中間部をモチーフに作られている。
- Continue - SEAMOの楽曲。第1番中間部のメロディをサンプリングし、ラップに仕立て上げている。
- 威風堂々 - 平原綾香の楽曲。サビのメロディが第1番中間部をアレンジしたもの。この曲は2010年にテレビ朝日系列で放送された臨場(続章)の主題歌として使われ、エンディングに流された。
- 秋川雅史が、「Pride～威風堂々」というタイトルでカバー。「威風堂々 (アルバム)」を参照。
- 威風堂々 (Part 1) - 中村一義のアルバム『ERA』収録曲。第1番中間部をアレンジ。
- Land of Hope and Glory - アニメ『きんいろモザイク』の声優ユニット「Rhodanthe*」のアルバム『大感謝』のボーナストラックとして収録されている楽曲。
- 秩序宣言 - 二次元キャラクタープロジェクトである「超人的シェアハウスストーリー『カリスマ』」が2022年1月21日にリリースした楽曲（歌：草薙理解（CV.山中真尋））